# Сладчанка (Казанський район)
Сладча́нка (рос. Сладчанка) — присілок у складі Казанського району Тюменської області, Росія.
Населення — 175 осіб (2010, 190 у 2002).
Національний склад станом на 2002 рік:
- росіяни — 60 %
- казахи — 29 %